# Transformatorstation Bemmel

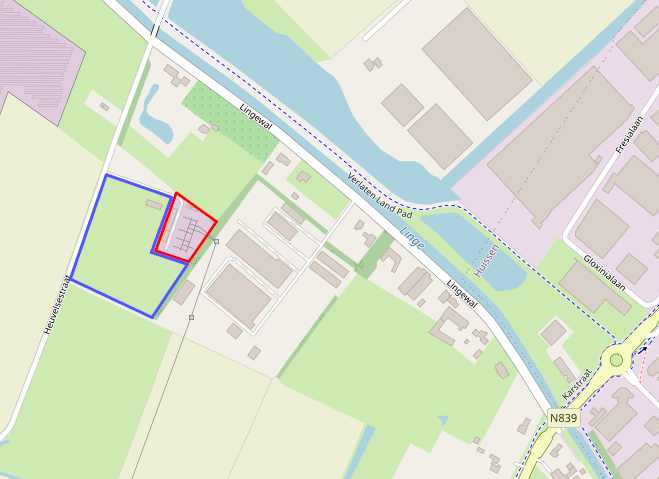
Huidige (rood, tot 2025) en toekomstige (blauw) situatie van transformatorstation Bemmel

Transformatorstation Bemmel is een 50 kV-onderstation van Liander aan de Heuvelsestraat in Bemmel. Het wordt gevoed door het transformatorstation Winselingseweg in Nijmegen door middel van een 50 kV hoogspanningsleiding en wordt getransformeerd naar 10 kV. Met die spanning gaat de stroom verder naar de industrie en naar transformatorhuisjes in woonwijken.

## Huidige situatie
Het onderstation heeft vier transformatoren van elk 14 MW; dus 56 MW in totaal.

## Uitbreiding
In de omgeving worden, anno 2025, zonneparken en windturbines gebouwd. Ook zijn verschillende bedrijven aan het verduurzamen en uitbreiden. Daardoor heeft dit onderstation haar maximale capaciteit bereikt. Vanaf 2025 wordt dit onderstation daarom uitgebreid. Dat gebeurt in drie fases:
- Fase 1, gestart op 14 februari 2025[3]: Het station wordt vervangen door 3 transformatoren van elk 20 MW; de capaciteit bedraagt na deze vervanging 60 MW.
- Fase 2: In deze fase wordt het station uitgebreid met 3 transformatoren van elk 80 MW. Samen met de transformatoren uit fase 1, zal het station een capaciteit van 300 MW hebben.
- Fase 3: Deze zal pas op een later tijdstip worden uitgevoerd (na 2030). Het bestemmingsplan wordt alvast omgezet van een agrarische naar een bedrijfs/nutsvoorzieningen bestemming.

Naast de aanleg van de transformatoren worden er naar en vanuit dit onderstation ook allerlei elektriciteitskabels aangelegd door de omliggende plaatsen.